# Deutsches Turnfest 1958
Das Deutsche Turnfest 1958 fand in München statt.
Zum Fest kamen 40.000 Festteilnehmer, davon 31.310 aktive Turner.
Die vier ältesten Vereine, die Hamburger Turnerschaft von 1816, der Mainzer Turnverein von 1817, die Turnerschaft Riemann Eutin von 1821 und die Offenbacher Turnerschaft von 1824 wurden besonders ausgezeichnet.
Bundespräsident Theodor Heuss hielt zum Abschluss des Festes vor 40.000 Menschen auf der Theresienwiese die Festansprache.